# Шалинський міський округ
Ша́линський міський округ (рос. Шалинский городской округ) — адміністративна одиниця Свердловської області Російської Федерації.
Адміністративний центр — селище міського типу Шаля.

## Населення
Населення міського округу становить 19716 осіб (2018; 20762 у 2010, 22695 у 2002).

## Склад
До складу міського округу входять 38 населених пунктів, які утворюють 10 територіальних відділів адміністрації:
| Населений пункт                     | Населення, осіб (2002) | Населення, осіб (2010) |
| ----------------------------------- | ---------------------- | ---------------------- |
| Вогульський територіальний відділ   |                        |                        |
| Вогулка, селище                     | 1548                   | 1339                   |
| Козьял, селище                      | 136                    | 79                     |
| Горний територіальний відділ        |                        |                        |
| Гора, присілок                      | 1090                   | 908                    |
| Коптело-Шамари, присілок            | 183                    | 181                    |
| Нижня Баская, присілок              | 19                     | 5                      |
| Шутьом, селище                      | 36                     | 12                     |
| Колпаковський територіальний відділ |                        |                        |
| Колпаковка, селище                  | 1516                   | 1317                   |
| Унь, селище                         | 243                    | 187                    |
| Платоновський територіальний відділ |                        |                        |
| Коптели, присілок                   | 194                    | 164                    |
| Крюк, село                          | 65                     | 75                     |
| Платоново, село                     | 680                    | 741                    |
| Симонята, присілок                  | 110                    | 124                    |
| Рощинський територіальний відділ    |                        |                        |
| Іжболда, присілок                   | 0                      | 0                      |
| Кедровка, присілок                  | 24                     | 4                      |
| Климино, присілок                   | 6                      | 1                      |
| Лом, присілок                       | 13                     | 0                      |
| Низ, присілок                       | 108                    | 99                     |
| Павли, присілок                     | 111                    | 86                     |
| Роща, село                          | 687                    | 677                    |
| Тепляки, присілок                   | 15                     | 2                      |
| Саргинський територіальний відділ   |                        |                        |
| Вирубки, селище                     | 4                      | 10                     |
| Пастушний, селище                   | 150                    | 103                    |
| Перм'яки, присілок                  | 25                     | 16                     |
| Сабік, селище                       | 620                    | 591                    |
| Сарга, селище                       | 1169                   | 1147                   |
| Силвинський територіальний відділ   |                        |                        |
| Ілім, селище                        | 929                    | 770                    |
| Силва, село                         | 1417                   | 1330                   |
| Шигаєво, присілок                   | 4                      | 14                     |
| Чусовський територіальний відділ    |                        |                        |
| Мартьяново, присілок                | 129                    | 120                    |
| Стрілки, селище                     | 0                      | 0                      |
| Чусове, село                        | 809                    | 694                    |
| Шалинський територіальний відділ    |                        |                        |
| Бізь, селище                        | 61                     | 38                     |
| Нікітинка, присілок                 | 25                     | 38                     |
| Шаля, селище міського типу          | 6801                   | 6433                   |
| Юрмис, присілок                     | 18                     | 31                     |
| Шамарський територіальний відділ    |                        |                        |
| Вогулка, присілок                   | 35                     | 24                     |
| Глухар, селище                      | 21                     | 4                      |
| Кремльово, присілок                 | 29                     | 0                      |
| Шамари, селище                      | 3665                   | 3398                   |

2017 року було ліквідовано присілок Нікітинка.

## Найбільші населені пункти
| № | Населений пункт  | Населення, осіб (2002) | Населення, осіб (2010) |
| - | ---------------- | ---------------------- | ---------------------- |
| 1 | Шаля             | 6 801                  | 6 433                  |
| 2 | Шамари           | 3 665                  | 3 398                  |
| 3 | Вогулка (селище) | 1 548                  | 1 339                  |
| 4 | Силва            | 1 417                  | 1 330                  |
| 5 | Колпаковка       | 1 516                  | 1 317                  |
| 6 | Сарга            | 1 169                  | 1 147                  |